# Вакуумний домен
Вакуумні домени — гіпотетичні локальні утворення неоднорідного фізичного вакууму, які за припущеннями є перетворювачами гравітаційної енергії в електромагнітну і назад, а також обох цих видів енергії в механічну і теплову енергії. Вакуумні домени мають об'єм і відповідну поверхню.